# Hôtel de ville d'Albert
L'hôtel de ville d'Albert est un bâtiment du XXe siècle, situé dans le centre-ville d'Albert, dans le département de la Somme, en France. Il abrite les services politiques et administratifs de la ville d'Albert.

## Historique

### Epoque moderne
Encre, qui devint en 1620, Albert, obtint une charte communale en 1178.
Il existait un hôtel de ville à Albert sous l'Ancien Régime, il était situé sur la place du marché (l'actuelle place d'Armes). En 1702, après un accord financier le comte de Toulouse, seigneur d'Albert et la ville, une maison en pierre fut achetée pour 5 000 livres. Outre l'administration municipale, le bâtiment abritait une salle de classe pour les garçons, le logement du vicaire, le grenier à sel, la salle d'audience du bailli... 

### Epoque contemporaine
En 1835, il fut décidé de reconstruire au même emplacement un nouvel hôtel de ville avec des pierres provenant du château de Mailly. Le bâtiment fut détruit comme l'ensemble de la ville pendant la Première Guerre mondiale.
En 1928, débuta la construction de l'actuel hôtel de ville qui fut déplacé sur la toute nouvelle place Émile Leturcq. Il fut inauguré le 1er août 1932, par Albert Lebrun, président de la République.
La façade a été ravalée pour les commémorations du centenaire de la Grande Guerre, en 2014-2015. Le 9 novembre 2018, dans le cadre des commémorations du centenaire de la fin de la Première Guerre mondiale, le président de la république, Emmanuel Macron, et la première ministre britannique, Theresa May, se sont rencontrés à l'hôtel de ville d'Albert pour un entretien de deux heures.
L'hôtel-de-ville est inscrit en tant que monument historique par arrêté du 12 décembre 2023.

## Caractéristiques

### Extérieur
L'hôtel de ville d'Albert frappe par sa monumentalité eu égard à la taille de la ville. Conçu par l'architecte malouin Alexandre Miniac (1885-1963) et Benjamin Maneval, architecte à Amiens, l'hôtel de ville d'Albert est un bâtiment en brique de style Art déco influencé par le régionalisme flamand ; sa superficie est de 690 m2. Il s'élève sur cinq niveaux dont deux sous toiture. 

#### Façade
Sur la façade principale, une frise en ciment moulé est l'œuvre de Vendémiaire Pavot, elle représente une série de douze scènes de la vie locale et de l'histoire récente : Le Départ à la guerre, L'Agriculture, Le Commerce, L'Industrie et le Retour de guerre. On pénètre dans l'hôtel de ville par un grand escalier et une porte à double vantail.

#### Beffroi
Le beffroi qui domine l'édifice en son milieu est haut de 64 mètres. Il possède un carillon de « Westminster » qui sonne tous les quarts d'heure et un cadran d'horloge sur chaque face.

### Intérieur
On accède au premier étage par un escalier monumental, à double volée, éclairé par une verrière réalisée par Georges Tembouret, maître-verrier amiénois. Ce vitrail représente l'industrie aéronautique, fleuron de l'économie locale, la construction mécanique et la moisson. La salle des mariages et la salle du conseil municipal sont décorées de peintures de Raymond Moritz : dans la salle des mariages a été réalisée une allégorie des âges de la vie en plusieurs panneaux et dans la salle du conseil municipal, des allégories de l'étude, de la justice et du sport. Les lustres et ferronnerie sont de style Art déco.

## Hommage à deux anciens maires
Devant l'hôtel de ville ont été dressés les bustes en bronze de deux anciens maires :
- Albert Toulet (1833-1887), l'un des fondateurs de l'industrie métallurgique à Albert et maire de la ville de 1883 à 1887 ;
- Émile Leturcq (1870-1930), pharmacien, maire d'Albert et conseiller général qui mit en œuvre la reconstruction d'Albert après la Première Guerre mondiale. Son buste fut réalisé par Charles Gern, en 1932.